# 毛島蜜雀
毛島蜜雀（Melamprosops phaeosoma）是夏威夷一種绝灭的管舌鳥。

## 特徵
毛島蜜雀是於1973年由夏威夷大學的學生在茂宜島海勒卡拉國家公園東北部海拔1980米的地方發現。根據DNA的分析顯示，牠們屬於一個古老的管舌鳥分支，其結構亦與其他夏威夷的管舌鳥不同。
毛島蜜雀主要吃蝸牛、昆蟲及蜘蛛，並在當地的桃金孃森林內築巢。

## 保育狀況
根據化石紀錄，毛島蜜雀只生活在茂宜島的乾旱部份，介乎海拔275-1350米。發現時估計牠們只餘下200隻，每平方公里約有76隻。到了1985年，每平方公里就只餘下8隻，可見在10年中其數量大幅下降超過90%。於1980年代，牠們就已經在東邊消失，只分佈在哈那威的西部。
毛島蜜雀的衰落主要是因失去棲息地、疾病、受到豬、大家鼠、貓及獴的掠食，並其主要食物－蝸牛的減少所致。當地曾嘗試多種保育方法，包括在牠們的分佈地清除豬隻，又嘗試人工培育，但都不成功。
自2004年，多次的勘察都未能再次發現牠們，但國際鳥盟仍然將之列為極危物種。但在2019年，IUCN宣告毛島蜜雀已因丧失栖息地、鸟疟疾、物种入侵原因而灭绝。

## 外部連結
- BirdLife Species Factsheet （页面存档备份，存于）
- Honolulu Star-Bulletin （页面存档备份，存于）
- BBC （页面存档备份，存于）
- Hawaiian Database （页面存档备份，存于）